# Пемба (посёлок)
Пе́мба — посёлок в Медведевском районе Марий Эл. Входит в Куярское сельское поселение.
Численность населения — 1578 человек (2020 год).

## География
Посёлок Пемба расположен в 20 км к югу от Йошкар-Олы между посёлками Куяр (на расстоянии 6 км) и Сурок (на расстоянии 9 км). Он раскинулся среди лесного массива в двух километрах к востоку от Казанского тракта.

## История
Посёлок Пемба образован как лесопункт в связи с прокладкой железной дороги Зелёный Дол — Йошкар-Ола. Лесоучасток назывался «Московское Красное Знамя». Его первыми жителями была семья Дудриных. В 1929 году организовали леспромхоз по вывозке лесоматериалов, руководителем которого стал С. Дудрин. Тогда и назвали посёлок «89-й километр» (в связи с тем, что он образовался на 89-м километре Казанской железной дороги).
Сначала в посёлке частных домов не было. Люди жили в бараках, находящихся как в самом посёлке, так и в прилегающих к нему лесных кварталах — № 81, 82, 83, 100, 113, 114. Работали в основном в леспромхозе и строительной организации «Московское Красное Знамя», занимавшейся строительством двухэтажных брусковых домов, которые разбирались и отгружались вагонами в другие районы. Существовал железнодорожный тупик, протяжённостью 1 км, начальником его был С. Козлов. Погрузка в вагоны шла круглосуточно, здесь работали грузчиками более 100 человек.
В апреле 1938 года леспромхоз закрыли и перевели в посёлок Головино Оршанского района, в мае этого же года ликвидировалась и строительная организация. Вместо этого образовался лесопункт от Казанского хлебозавода № 1, который просуществовал до 1947 года.
К этому времени в посёлке имелись детский сад от Йошкар-Олинского леспромхоза с численностью 25 детей, клуб со зрительным залом, небольшой библиотекой и радиоустановкой, танцевальная площадка, пекарня, амбулатория, начальная школа.
В 1956 году посёлок «89-й километр» Казанской железной дороги был включён в состав вновь образованного Куярского поселкового совета Медведевского района.
В 1957 году здесь открыли железнодорожную станцию и построили здание вокзала. До этого времени была лишь остановка «89-й километр» около пилорамы. Первым начальником станции работала П. Ф. Черепанова, а дежурными — B.C. Шишкина, В. Г. Самсонова, Т. И. Кренева.
В 1963 году Указом Президиума Верховного Совета Марийской АССР посёлок «89-й километр» Куярского поселкового совета был передан от Медведевского района в административное подчинение Йошкар-Олинскому городскому совету депутатов трудящихся. В конце этого же года Министерством путей сообщения СССР железнодорожной станции «89-й километр» Горьковской железной дороги было присвоено наименование станция Пемба, по названию речки, протекающей рядом, а Указом Президиума Верховного Совета РСФСР от 26 декабря 1963 года посёлок «89-й километр» Куярского поселкового совета официально переименовали в посёлок Пемба, что в переводе с марийского означает «зяблик».
В 1993 году посёлок снова был передан в административное подчинение муниципальному образованию Медведевский район.

## Население
| 2003  | 2010  | 2011  | 2016  | 2017  | 2018  | 2019  |
| ----- | ----- | ----- | ----- | ----- | ----- | ----- |
| 1286  | ↘1232 | ↗1276 | ↗1342 | ↘1338 | ↘1326 | ↗1327 |
| 2020  | 2021  |       |       |       |       |       |
| ↗1578 | ↘1561 |       |       |       |       |       |

В посёлке 282 частных дома, 49 из них украшены резными наличниками. По данным на 2003 год, в посёлке проживали 1286 человек. Основное занятие населения — работа на предприятиях посёлка и Йошкар-Олы. В 2018 в посёлке проживали 1327 человек.
Посёлок многонационален. Здесь живут русские (675 чел.), марийцы (319 чел.) , татары (547 чел.), чуваши (8 чел.), другие 29. На 2020 год проживает 1578 человек.

## Культура, религия и образование
В 2003 году по инициативе местных властей и администрации Йошкар-Олы впервые жители отпраздновали День посёлка Пемба.
В 2001 году на средства частного предпринимателя Федаела Кабировича Идрисова для мусульманской общины посёлка, соблюдающей обряды и традиции татарского народа, была построена и открыта мечеть.
В окрестностях посёлка есть два старинных кладбища: татарское и смешанное, которые и ныне действуют.
В 2008 году в поселке Пемба зарегистрирована местная религиозная организация Православный приход храма преподобного Сергия Радонежского Йошкар-Олинской и Марийской епархии (Московский патриархат). В 2010 году открыта молельная комната. В настоящий момент существует деревянный храм по адресу Ул. Комсомольская д.10а.

## Инфраструктура
В 1980-е годы были построены 4 двухэтажных и 2 пятиэтажных дома с центральным отоплением. С 1993 года посёлок газифицирован, водопровод проложен в начале 70-х, в 1996 году был обновлён.
Посёлок связан с Йошкар-Олой автобусным и железнодорожным сообщением. Здесь есть радиотрансляция с 1932 года, телефон с начала 1930-х годов, а в 1997 году была построена телефонная станция на 200 номеров, телевидение появилось с начала 1960-х годов, имеется DSL интернет с 2010 года.
27 октября 2014 года открыт фельдшерско-акушерский пункт.

## Экономика
В посёлке расположены несколько учреждений и предприятий, в том числе:
- ООО «Гласстрейд» по выпуску стеклопосуды (с 1995 года, бывший стекольный завод). ООО «Гласстрейд» — одно из лидирующих предприятий Поволжья по выпуску стеклотары. Модернизация и расширение стекольного производства начались в 2008 году и окончательно завершились в первом квартале 2009 года. В настоящее время предприятие не работает.[11]
- ООО «Роск» — предприятие по переработке древесины (с 1998 года)[12]